# Chato
Chato (Chato's Land) è un film del 1972 diretto da Michael Winner, con Charles Bronson, Jack Palance e James Whitmore.
Seconda collaborazione (dopo Io sono la legge dell'anno precedente) tra il regista Winner e Wilson, autore della sceneggiatura: i due collaboreranno per altri tre film (tra cui Scorpio, nel '73, con Alain Delon e Burt Lancaster), formando un binomio collaudato e caratteristico dei film d'azione statunitensi degli anni settanta.

## Trama
Uno sceriffo entra in un saloon e nota che al bancone c'è Chato, mezzosangue di etnia apache. Lo sceriffo inizia a fare lo sbruffone insultando Chato, ordinandogli di andarsene, ma l'apache (che non è in cerca di guai) non si muove dal bancone, tanto che lo sceriffo lo provoca ulteriormente con parole pesanti e, quando l'indiano gli risponde, estrae la pistola costringendo Chato a far fuoco per primo e a ucciderlo.
Uno dei testimoni decide di chiamare il capitano Quincey Whitmore, un ex soldato che ha combattuto durante la guerra civile tra gli Stati Uniti del nord e del sud. Whitmore, che ancora indossa l'uniforme dei tempi della guerra con tanto di spada, in breve sparge la voce che lo sceriffo è stato ucciso da un pellerossa e che intende dare la caccia a Chato per poi impiccarlo. Whitmore passa per varie case della zona, nel tentativo di reclutare altri uomini, ma uno di questi gli risponde che non intende far parte dell'iniziativa, anche perché considerava lo sceriffo un individuo arrogante, spregevole ed attaccabrighe che ha avuto ciò che si meritava.
Whitmore e i suoi uomini riescono a individuare il percorso coperto da Chato tra le colline, ma il meticcio è consapevole che le sue tracce sono seguite, perché vuole portarseli dietro e non perderli di vista. Dopo aver trascinato i suoi inseguitori in un terreno remoto, insidioso e arido, riesce un po' alla volta a rendere loro la vita sempre più difficile. Sopra una scarpata sdrucciolevole cade un cavallo, causando l'infortunio di chi ci stava sopra. È il primo brutto segnale per una spedizione che è partita male e priva di tutto: mezzi di soccorso, attrezzature, recipienti di acqua, fieno, e cavalli di ricambio. L'uomo caduto da cavallo, aiutato da un compagno, si appresta a tornare indietro, con buona pace di tutti. Saranno gli unici, di un gruppo di tredici inseguitori, a non perdere la vita per una causa ingiusta e affrontata con leggerezza.
Chato attende la notte per introdursi nell'accampamento dei suoi inseguitori, dove riesce con un pugnale a forare le loro sacche di acqua.
Whitmore e i suoi non demordono e continuano ad inseguirlo, scoprendo altre tracce da lui lasciate sulle montagne, come un cane cucinato, e seguendo con precisione la strada percorsa dall'indiano. Ma Chato, sempre all'erta, avvantaggiato dal fatto che riesce sempre a non farsi vedere, mentre gli altri non possono stare nascosti, tende un'imboscata ai suoi persecutori, ferendo mortalmente alcuni cavalli e facendo fuggire la maggior parte degli altri.
Raggiunta la sua casa fra i monti, Chato trova ad attenderlo la moglie. Nel frattempo Whitmore ha intuito che l'apache deve avere un rifugio sulle montagne, per il semplice motivo che non ha tentato di attraversare il confine col Messico e che quand'era in città aveva acquistato delle provviste. Il giorno seguente il capitano ed i suoi uomini trovano il rifugio di Chato e, in sua assenza, i più facinorosi si accaniscono sulla moglie, che viene violentata e infine legata, nella certezza che l'imprendibile indiano dovrà venire a liberarla.
Aiutato da un amico (o cugino) Chato si trova costretto a soccorrere la moglie. L'operazione, condotta di sorpresa e di notte, riesce, ma l'amico perde la vita e viene arso brutalmente.
Chato, a seguito delle violenze contro la moglie, l'amico e la sua stessa casa, decide di cambiare intenzioni, tattiche e obiettivi. Se all'inizio intendeva solo farli demordere costringendoli a tornare indietro, d'ora in poi comincia ad uccidere i suoi inseguitori, uno per uno. In alcuni casi si limita a ferirli, essendo ciò più conveniente per immobilizzare il gruppo dei superstiti e seminare la discordia tra essi. Infatti cominciano, come era prevedibile, ad uccidersi tra loro.
Gli ultimi rimasti cercano di tornare indietro. L'indiano segue l'ultimo rimasto che scappa ormai febbricitante e moribondo (il penultimo uomo era stato ucciso mentre accendeva un fuoco e il suo cadavere finisce con la testa nello stesso), e poi si sente uno sparo.